# أمين حارث
أمين حارث (بالفرنسية: Amine Harit)‏ وُلد في 18 يونيو 1997، هو لاعب كرة قدم مغربي يلعب حاليا لنادي أولمبيك مارسيليا قادما من شالكه 04 الألماني حيث يشغل مركز وسط ميدان.

## مسيرته مع الأندية

### نادي نانت
لم يبرز نجم حاريث مع نادي نانت الفرنسي حيث التحق بالفريق عام 2016 (قادما من الفريق الرديف لنفس النادي) ولعب أول مباراة له في الدوري الفرنسي بتاريخ 13 أغسطس 2016 أمام نادي ديجون وانتصر فيها فريقه بهدف نظيف، يُشار إلى أن أمين خاض 30 مباراة فقط طوال موسم كامل ولم يُسجل إلا هدفا واحدا مع فريقه الفرنسي.

### شالكه 04
في 10 يوليو 2017 أعلن نادي شالكه تعاقده مع اللاعب المغربي أمين حاريث بعقد يمتد لـ 4 سنوات مقابل 10 ملايين يورو قادما من نادي نانت الفرنسي. في 19 أغسطس 2017 لعب حاريث أول مباراة له مع شالكه في الدوري الألماني ضد نادي لايبزغ، حيث أعطى تمريرة حاسمة ثم انتهت المبارة بفوز شالكه بـ 2-0.
في 25 سبتمبر 2017 كان بروسيا دورتموند مستقبلا لنادي شالكه ومتفوق عليه بـ 4-0 حتى الدقيقة 25، كان أمين حاريث حينها احتياطيا ودخل في الدقيقة 33 ثم ساهم في تغيير المباراة إذ سجل الهدف الثاني وتسبب في طرد مهاجم دورتموند أوباميانغ وساهم في صناعة الهدفين الثالث والرابع لتنتهي المبارة بالتعادل الإيجابي 4-4.

## المسيرة الدولية
لعب حاريث لمنتخب فرنسا تحت 19 سنة، وتُوج معه بلقب بطولة أمم أوروبا للشباب سنة 2016. في 11 سبتمبر 2017 أعلن أمين أنه اختار اللعب بقميص منتخب المغرب بعدما لمح سابقا بذلك في حسابه الرسمي على تويتر. لعب أول مباراة له مع المنتخب المغربي في 7 أكتوبر 2017 ضد الغابون بعدما دخل احتياطيا في الدقيقة التسعين، كما لعب مباراته الثانية يوم 12 أكتوبر 2017 ضد كوريا الجنوبية.

## الإحصاءات

### مع الأندية
| النادي   | الموسم  | الدوري                     | الدوري        | الدوري      | الكأس         | الكأس       | كأس الملك     | كأس الملك   | الدوريات الأوروبية | الدوريات الأوروبية | أخرى          | أخرى        | المجموع       | المجموع     |
| النادي   | الموسم  | القسم                      | عدد المباريات | عدد الأهداف | عدد المباريات | عدد الأهداف | عدد المباريات | عدد الأهداف | عدد المباريات      | عدد الأهداف        | عدد المباريات | عدد الأهداف | عدد المباريات | عدد الأهداف |
| -------- | ------- | -------------------------- | ------------- | ----------- | ------------- | ----------- | ------------- | ----------- | ------------------ | ------------------ | ------------- | ----------- | ------------- | ----------- |
| نانت     | 2016-17 | دوري الدرجة الأولى الفرنسي | 30            | 1           | 1             | 0           | 3             | 0           | —                  | —                  | —             | —           | 34            | 1           |
| شالكه 04 | 2017-18 | الدوري الألماني            | 29            | 3           | 3             | 0           | —             | —           | —                  | —                  | —             | —           | 32            | 3           |
| المجموع  | المجموع | المجموع                    | 59            | 4           | 4             | 0           | 3             | 0           | 0                  | 0                  | 0             | 0           | 66            | 4           |

### مع المنتخب
| المنتخب الوطني | السنة   | عدد المباريات | عدد الأهداف |
| -------------- | ------- | ------------- | ----------- |
| المغرب         | 2017    | 2             | 0           |
| المغرب         | 2018    | 5             | 0           |
| المجموع        | المجموع | 7             | 0           |

## الجوائز والإنجازات

### إنجازات فردية
- أفضل لاعب واعد في الدوري الألماني سنة 2018[6]
- جائزة «مارس الذهبية» (أفضل لاعب مغربي شاب): 2018[7]
- لاعب الشهر في الدوري الألماني: سبتمبر 2019[8]
- رجل مباراة : المغرب - إيران كأس العالم : 2018[9]

### إنجازات جماعية
- كأس أمم أوروبا للشباب مع منتخب فرنسا تحت 19 سنة 2016.

## متابعة قانونية
في شهر يوليوز 2018 توبع أمين حارث بتهمة القتل غير العمد وعدم احترام قانون السرعة، بعد أن تعرض لحادثة سير عند عودته من منافسات كأس العالم أودت بحياة شاب مغربي توفي بعد نقله إلى المسشفى في مدينة مراكش.

## روابط خارجية
- أمين حارث على موقع الاتحاد الدولي (مؤرشف)  (الإنجليزية)
- أمين حارث على موقع الاتحاد الأوربي (الإنجليزية)
- أمين حارث على موقع قاعدة بيانات كرة القدم.إي يو (الإنجليزية)
- أمين حارث على موقع ليكيب (الفرنسية)
- أمين حارث على موقع ناشيونال فوتبول تيمز (الإنجليزية)
- أمين حارث على موقع Soccerbase.com (لاعب) (الإنجليزية)
- أمين حارث على موقع Soccerway.com (الإنجليزية)
- أمين حارث على موقع عالم كرة القدم.نت (الإنجليزية)
- أمين حارث على موقع AS.com (الإسبانية)